# Polycyrtus histrio
Polycyrtus histrio là một loài tò vò trong họ Ichneumonidae.